# Alaksandr Haniewicz
Alaksandr Darmidontawicz Haniewicz (biał. Аляксандр Дармідонтавіч Ганевіч, ros. Александр Дормидонтович Ганевич, Aleksandr Dormidontowicz Ganiewicz; ur. 26 maja 1963 w Lidzie) – białoruski dyplomata, od 2020 roku ambasador Białorusi w Szwajcarii.

## Życiorys
Urodził się 26 maja 1963 roku w Lidzie, w obwodzie grodzieńskim Białoruskiej SRR, ZSRR. Ukończył Ussuryjską Wyższą Wojskową Zmotoryzowaną Szkołę Dowodzenia, Akademię Dyplomatyczną w Moskwie i Trening dla Dyplomatów Międzynarodowych Urzędu Spraw Zagranicznych Niemiec. Posługuje się językami białoruskim, rosyjskim i niemieckim, posiada rangę dyplomatyczną Ambasadora Nadzwyczajnego i Pełnomocnego I klasy.
W latach 1993–1996 pracował jako trzeci sekretarz, drugi sekretarz, kierownik Wydziału Służby Protokołu Państwowego Ministerstwa Spraw Zagranicznych Białorusi. Od 1996 do 2000 roku był pierwszym sekretarzem – konsulem Ambasady Białorusi w Niemczech. W latach 2000–2003 pełnił funkcję kierownika Sektora Wydarzeń Protokolarnych, zastępcy kierownika służby – kierownika Wydziału Wizyt Służby Protokołu Państwowego MSZ Białorusi. Od 2003 do 2008 pracował jako radca polityczny Ambasady Białorusi w Szwajcarii. Od 3 stycznia do lipca 2008 roku był tymczasowym chargé d’affaires Białorusi w tym kraju. W latach 2008–2011 pełnił funkcję radcy, konsultanta Wydziału Wizyt Służby Protokołu Państwowego MSZ Białorusi. Od 2011 do 2016 roku pracował jako konsul generalny Białorusi w Monachium. W latach 2016–2020 był zastępcą kierownika Głównego Urzędu – kierownikiem Urzędu Analiz, Planowania, Polityki Wizowej i Taryfowej Głównego Urzędu Konsularnego MSZ Białorusi. 10 sierpnia 2020 roku został ambasadorem Białorusi w Szwajcarii.

## Życie prywatne
Alaksandr Haniewicz jest żonaty, ma dwoje dzieci.